# Esparza (canton)
Pour les articles homonymes, voir Esparza.
Esparza est un canton (deuxième échelon administratif) costaricien de la province de Puntarenas au Costa Rica.